# Eficácia do direito
Nas palavras de Hans Kelsen, a “eficácia do Direito significa que os homens realmente se conduzem como, segundo as normas jurídicas, devem se conduzir, significa que as normas são efetivamente aplicadas e obedecidas”.
A palavra “eficácia” vem do latim efficere, eficaccia, efficax, que se refere “à produção dos efeitos esperados” . Desta forma, o Direito é eficaz quando atinge sua finalidade esperada, qual seja, a de ser aplicado e obedecido pela sociedade. 

## Eficácia na Teoria do Direito e na Sociologia Jurídica
O conceito de eficácia pode ter dois sentidos. O primeiro, estudado pela Teoria do Direito, é a eficácia como aplicabilidade e obediência à norma, ou seja, analisa-se se as normas jurídicas estão sendo efetivamente aplicadas e obedecidas para se dizer que o direito é eficaz.
Para a Sociologia Jurídica, no entanto, importa o estudo da eficácia metajurídica, ou seja, a faculdade que as normas têm de provocar efeitos substanciais (e não somente formais), efeitos para os quais elas haviam sido editadas. Em outras palavras, analisam-se as consequências da norma jurídica e sua adequação aos fins a que elas objetivam.

## Eficácia social e eficácia jurídica
Podemos diferenciar também os conceitos de eficácia social e eficácia jurídica. A eficácia jurídica é um conceito formal, segundo o qual uma norma emanada de acordo com o ordenamento jurídico se torna eficaz juridicamente, podendo ser exigida e tornar-se obrigatória. Já a eficácia social existirá quando as pessoas sujeitas àquela norma de fato a aceitam e obedecem. Assim, uma norma pode ter eficácia jurídica, mas não eficácia social – como ocorre com diversas “leis que não pegam” no país.
Nas palavras de Michel Temer na obra Elementos de Direito Constitucional “eficácia social se verifica na hipótese de a norma vigente, isto é, com potencialidade para regular determinadas relações, ser efetivamente aplicada a casos concretos. Eficácia jurídica, por sua vez, significa que a norma está apta a produzir efeitos na ocorrência de relações concretas; mas já produz efeitos jurídicos na medida em que a sua simples edição resulta na revogação de todas as normas anteriores que com ela conflitam” 

## Eficácia e validade
Kelsen diferencia eficácia e validade: a segunda se refere à obrigatoriedade da norma, ou seja, a uma característica que torna a norma jurídica algo que deve ser obedecido; a primeira refere-se ao fato de que a norma jurídica efetivamente é obedecida. Numa palavra, “a validade é uma qualidade do Direito; a chamada eficácia é uma qualidade da conduta efetiva dos homens e não, como o uso linguístico parece sugerir, do Direito em si” .
Entretanto, há uma relação entre esses dois conceitos.
Para Kelsen, “uma norma é considerada válida apenas com a condição de pertencer a um sistema de normas, a uma ordem que, no todo, é eficaz” ,. Ou seja, para que uma norma seja válida, ela deve pertencer a um ordenamento jurídico aceito e obedecido pela sociedade (eficaz). A partir do momento em que o Direito deixa de ser eficaz, a norma também deixa de ser válida.
Robert Alexy entende de maneira similar, ao afirmar que a validade jurídica de um sistema normativo dependerá da eficácia social deste sistema, em termos globais. Ou seja, para o autor, as normas integrantes de um sistema normativo deixam de ser socialmente eficazes, e assim, juridicamente válidas, “quando já não são observadas ou quando sua não observância deixa de ser punida em termos globais” .
Porém, para Kelsen, isso não torna a eficácia a razão única da validade da norma; a eficácia é apenas uma condição de validade da norma. “Uma norma não é válida porque é eficaz, ela é válida se a ordem à qual pertence é, como um todo, eficaz” . Isto significa dizer que, segundo Kelsen, a eficácia do Direito é uma condição necessária, mas não exclusiva, da validade da norma, sendo que há outros fatores que influenciam a sua validade .
Em relação às normas individualmente consideradas, Kelsen explica que elas podem perder sua validade por serem elas mesmas ineficazes – efeito que ele chama de “dessuetude” . Porém, tal fenômeno só se verifica se a norma se tornar permanentemente ineficaz, ou seja, ocorrerá dessuetude apenas por uma “carência continuada da eficácia da norma” . 
Alexy converge com Kelsen também neste ponto. Para ele, as normas individualmente consideradas não precisam ser infalivelmente aceitas e obedecidas para ter validade jurídica, desde que estejam integradas em um sistema jurídico socialmente eficaz em termos globais . Porém, poderá ocorrer o fenômeno denominado “dessuetudo” (sic), “que consiste na perda da validade jurídica de uma norma em razão da redução de sua eficácia abaixo daquele mínimo [de eficácia social ou de possibilidade de eficácia]”, sendo que esse mínimo de eficácia não é possível de ser fixado de maneira universalmente exata . 
H. L. A. Hart tem um posicionamento oposto a Kelsen e Alexy. Para Hart, não há conexão necessária entre eficácia e validade do direito, “a menos que a norma de reconhecimento do sistema inclua, entre seus critérios (como ocorre com algumas), a condição (às vezes denominada norma de dessuetude) de que nenhuma norma seja considerada como pertencente ao sistema se houver deixado de ser eficaz há muito tempo” .
Hart pondera, no entanto, que uma desconsideração generalizada pelas normas do sistema (ineficácia do sistema jurídico) torna uma afirmação a respeito da validade deste sistema uma afirmação sem sentido, por estar fora da realidade daquela sociedade. Assim sendo, “pode-se dizer que alguém que emite um enunciado interno sobre a validade de uma norma especial de um sistema pressupõe que seja verdadeiro o enunciado factual externo de que, de modo geral, o sistema é eficaz”. Porém, nem sempre esta regra se aplica, pois “pode ter sentido e nem sempre é inútil” falar-se a respeito da validade de uma norma dentro de um sistema ineficaz. Ele dá como exemplo desta afirmação o modo de ensinar o direito romano como se este sistema ainda fosse eficaz ou estivesse em vigor .
Dimitri Dimoulis, analisando a doutrina de Hart, alerta que a eficácia social é um ponto importante de sua teoria, uma vez que a regra de reconhecimento – que constitui a norma última do ordenamento jurídico para Hart – “depende (e decorre) da conduta dos agentes estatais, dos tribunais e dos particulares. Eles reconhecem o direito válido em determinado país e momento, considerando que as normas oriundas de certas fontes sociais possuem caráter jurídico. Dito de outra forma, a regra de reconhecimento identifica o sistema jurídico como um todo e faz depender sua validade de práticas sociais que o reconhecem como tal” . Assim, em última análise, a regra máxima do ordenamento jurídico, para Hart, depende da eficácia social para ser válida.

## Eficácia dos direitos fundamentais
O artigo 5º, § 1º, da Constituição Federal, dispõe que “as normas definidoras dos direitos e garantias fundamentais têm aplicação imediata”. Desta forma, buscou-se garantir a eficácia dos direitos fundamentais enumerados pela Carta Magna. A existência deste dispositivo, por si só, estabelece uma ordem aos aplicadores da Constituição no sentido de que o princípio é o da eficácia plena e a aplicabilidade imediata das normas definidoras dos direitos fundamentais, de forma que só em situação de absoluta impossibilidade se aceitaria a aplicabilidade posterior. Trata-se de um dispositivo de garantia política da defesa da eficácia jurídica e social da Constituição.